# Bo Kaspers Orkester
Bo Kaspers Orkester er en musikgruppe fra Sverige.
Gruppen består af sanger og guitarist Bo Sundström, basisten Michael Malmgren trommeslager Fredrik Dahl og Mats Schubert på klaver.
I Danmark er de mest kendt for sangen "i samma bil" fra albummet Hund fra 2006.

## Diskografi
Studiealbum :.
- 1993 - Söndag i sängen
- 1994 - På hotell
- 1996 - Amerika
- 1998 - I centrum
- 2001 - Kaos
- 2003 - Vilka tror vi att vi är
- 2006 - Hund
- 2008 - 8
- 2010 - New orleans
- 2012 - Du borde tycka om mig
- 2015 - Redo att gå sönder
- 2019 - 23:55